# Batalha de Vatalandi
A Batalha de Vatalandi foi uma batalha travada em 1110(ou possivelmente entre 1102 e 1004) em Vatalandi, uma antiga terra perto de Santarém, sendo a sua localização desconhecida. Nesta batalha, as forças cristãs comandadas por Soeiro Fromarigues foram subitamente salteadas e derrotadas pelos Mouros, dos quais foram mortos, entre outros, o seu comandante Soeiro Fromarigues e Mido Cresconiz, pai de D. João Midiz.

## Antecedentes

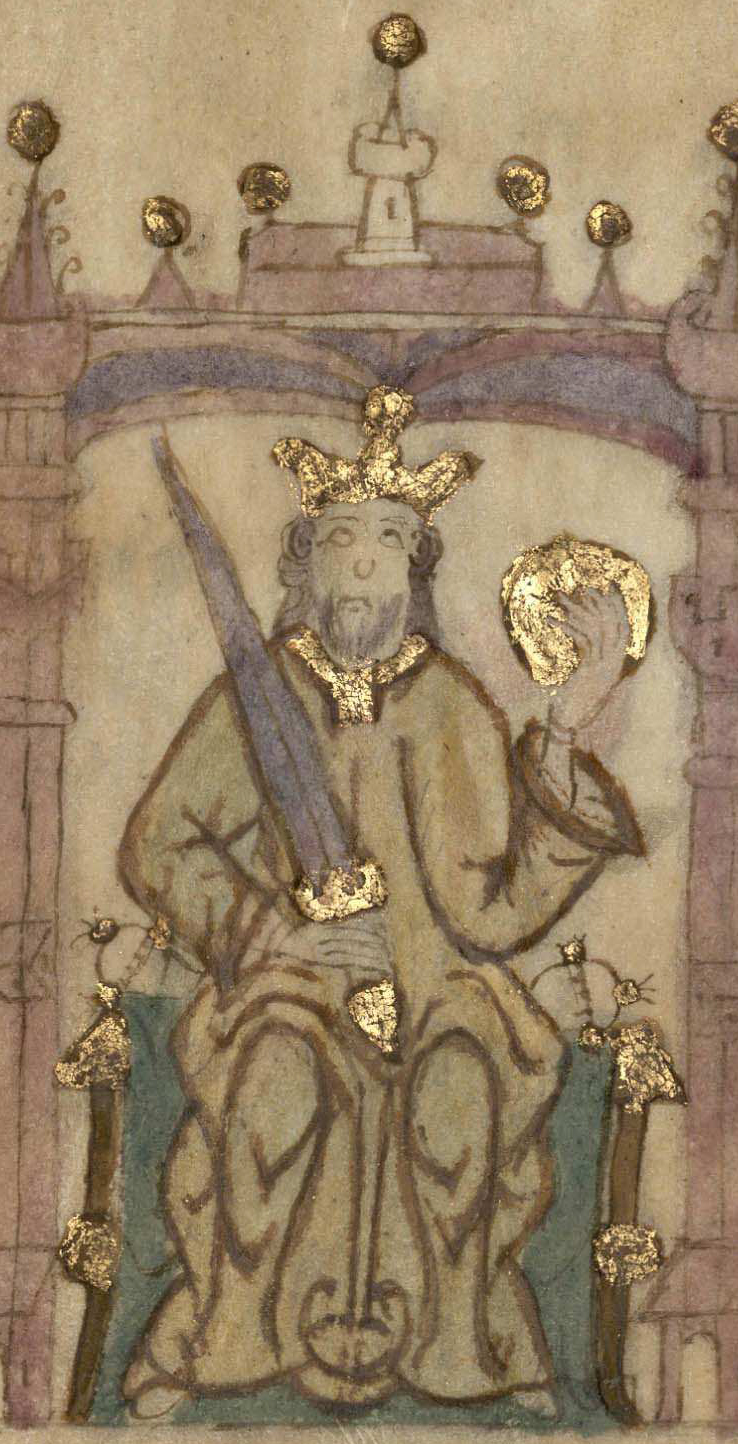
Afonso VI de Leão

Após a morte de Fernando Magno, e da unificação dos reinos Hispânicos sob a égide de Afonso VI de Leão, este iniciou campanhas extensivas contra as taifas muçulmanas da Península Ibérica. Em 1091, D. Afonso VI dá a mão de sua filha D. Urraca a D. Raimundo, e com ela o controlo do Reino da Galiza, onde se incluía o Condado Portucalense e o Condado Conimbricense.   
No ano de 1093, Afonso VI forma um exército invade a Taifa de Badajoz, de modo a assegurar e solidificar o seu controlo sobre os territórios a norte do Tejo.
A 29 de Abril de 1093, num sábado, às 9 horas, o rei D. Afonso tomou a cidade de Santarém, e deu o controlo desta cidade ao marido de sua filha, o agora Conde D. Raimundo, sob a direção de Sueiro Mendes.  Seguiu depois para Lisboa, conquistando esta a 6 de Maio e dois dias depois conquista o castelo de Sintra. Depois da campanha militar bem sucedida, D. Afonso VI dá o governo destes castelos a D. Raimundo, de forma a poder aumentar a eficácia da defesa do Reino, caso alguma invasão almorávida tenha lugar.  
No entanto, preocupado com o crescente poder de Raimundo, em 1096, Afonso VI separa os antigos condados Portucalense e Conimbricense do Reino da Galiza e concedê-los a outro genro, Henrique de Borgonha, casado com a sua filha ilegítima, Teresa.

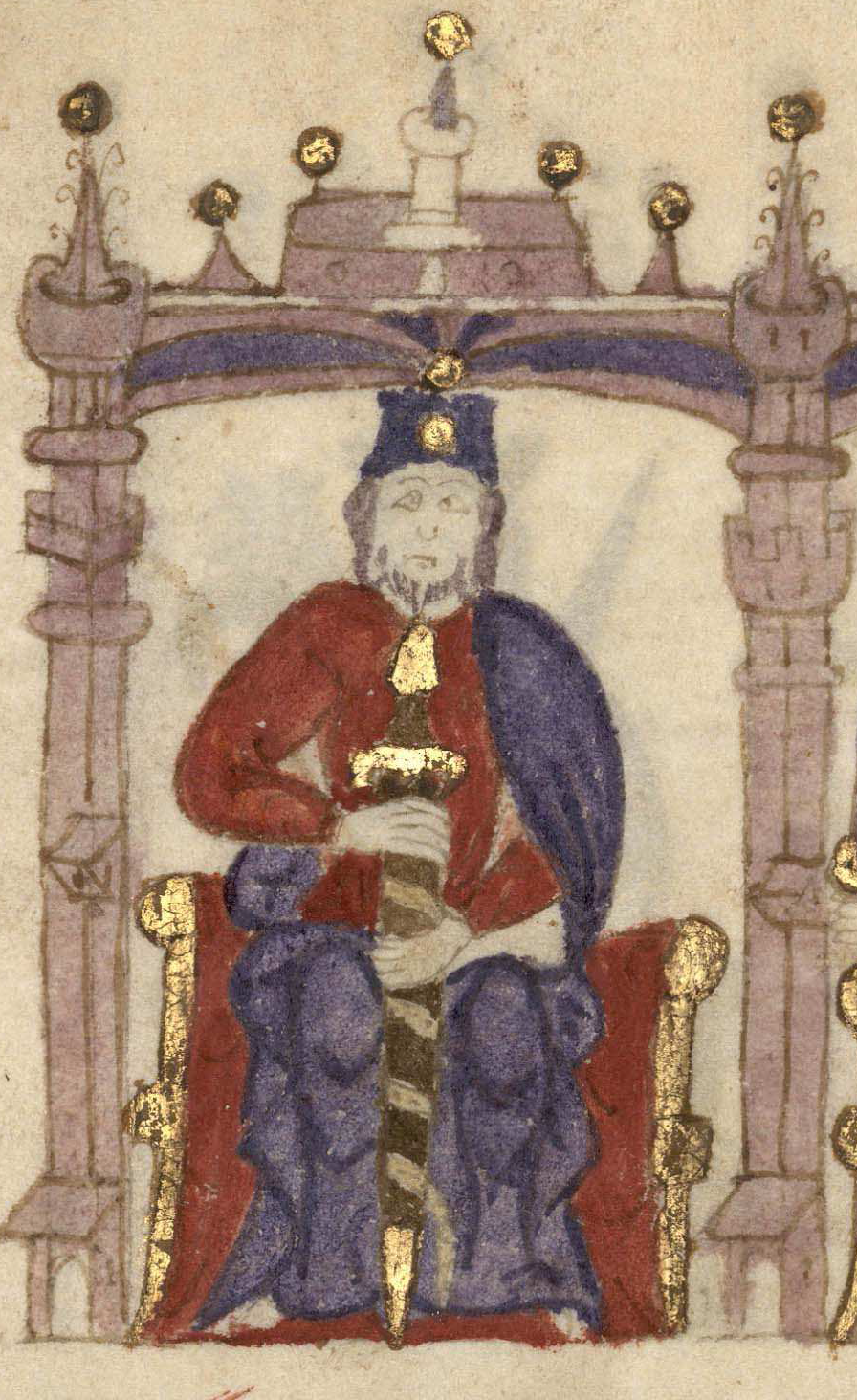
Henrique de Borgonha, conde do Condado Portucalense e pai de D. Afonso Henriques

Em Novembro de 1094,o comandante Almorávida Sir ibn Abi Bakr conquista a Taifa de Badajoz, e retoma a cidade de Lisboa e no ano seguinte Sintra, depois da vitória frente as forças de D. Raimundo na região. Em 1096, os mouros recapturam Santarém.
Em Julho de 1109, o Conde D. Henrique reconquista a cidade de Santarém, Sintra e possivelmente Lisboa aos almorávidas. No entanto, depois de saberem da morte de D. Afonso VI, os mouros de Sintra revoltam-se, provocando a rápida intervenção vitoriosa do Conde de Portugal.
Era muito de temer que o mesmo espírito de rebelião se comunicasse às outras praças fortes e vizinhas, que reciprocamente se auxiliavam e apoiavam e que todas ficavam remotas do centro das forças e do senhorio português.
D. Henrique, receando que uma revolta semelhante à de Sintra sucedesse a Santarém, quis assegurar que tal rebelião não acontecia, designando Soeiro Fromarigues como comandante de um pequeno contingente para reforço da cidade, de modo a dissuadir qualquer tentativa de revolta.
A partir de Coimbra, presumivelmente, marcha o contingente galego-português para Santarém, comandada por Soeiro Fromarigues e onde ia também Mido Cresconiz, pai de João Midiz, juntamente com outros nobres.

## Batalha
Dias antes do confronto, chega aos ouvidos dos mouros que um contingente cristão de número reduzido marchava em direção a Santarém. Um exército mouro composto por almorávidas, moabitas e de árabes, implicitamente de maior número, marcha então para ir ao encontro deste.
Chegando perto da localidade de Vatalandi, cuja localização é nos completamente desconhecida, ao anoitecer, é dada ordem para montar acampamento e levantar tendas, para ali passarem a noite. Aproveitando a vantagem numérica e o elemento surpresa, o exército mouro arma uma emboscada ao exército cristão, apanhando-o completamente desprevenido. Sem tempo para formar uma linha de batalha, o pequeno contigente cristão é aniquilado, resultando na morte do seu comandante, Soeiro e de Mido Cresconiz, entre outros. 

## Legado
Quase nada se sabe acerca desta batalha. Nem o número de soldados em cada uma das hostes, nem o número de baixas, nem onde a batalha decorreu. Uma das poucas referências que se encontra sobre a batalha dá-se na Crónica dos Godos, onde diz o seguinte, traduzido para português:
Era de 1148:Aconteceu uma grande desgraça aos Cristãos que iam para Santarém num lugar denominado Vatalandi. Quando os Cristãos queriam ali levantar as suas tendas e descansar, de repente, uma multidão de Sarracenos, de Moabitas e de Árabes, tendo-lhes chegado aos ouvidos o reduzido número daqueles, caem sobre eles e, encontrando-os despercebidos, mataram muitos deles, tendo ali ficado mortos Soeiro Fromariguiz, pai de D. Nuno Soeiro, que os comandava e Mido Cresconiz, pai de D. João Mido
Desconhece-se o impacto que esta derrota teve para com a queda de Santarém uns anos depois, tendo Henrique Barrilaro Ruas desvalorizado esta derrota dizendo que:" Este desastre das armas portuguesas não teve qualquer influência directa na sorte de Santarém, que só viria a cair em poder de Cir alguns anos mais tarde".
Independentemente das consequências da batalha, é de notar a relevância desta batalha, assinalada pelo detalhe dado a ela na Crónica dos Godos, e  não deixa de ser um dos raros episódios conhecidos das lutas de Portugueses com Mouros no tempo do Conde D. Henrique.